# Så ska det låta
Så ska det låta var ett svenskt tidigare årligen (1997–2020) återkommande musikbaserat underhållningsprogram i Sveriges Television, introducerat den 17 januari 1997 och nedlagt efter år 2020. Det var ett av Sveriges Televisions största nöjesprogram i modern tid, baserat på det irländska programmet The Lyrics Board.
Ursprungligen sändes programmet under fredagskvällarna men från 2012 och fram till nedläggningen 2020 sändes programmet istället på söndagskvällarna.
I februari 2020 meddelade SVT att man valt att lägga ner programmet på obestämd tid efter säsong 25, våren 2020. Därefter har det alltså varken producerats eller sänts några nya avsnitt av programmet. Den 22 maj 2022 startade serien Så ska det låta firar 25 år för att fira att det var 25 år sedan programmet hade premiär. De fyra programledarna Peter Harryson, Peter Settman, Kalle Moraeus och Sarah Dawn Finer valde ut två program var som de minns speciellt väl. 

## Information samt historik om programmet
Med hjälp av programledaren (till och med säsongen 2005 Peter Harryson, säsongerna 2006–2013 Peter Settman, säsongerna 2013/2014–2017 Kalle Moraeus samt säsongerna 2018–2020 Sarah Dawn Finer) och de två lagledarna (säsongerna 1997–2003 samt 2005 Robert Wells och Anders Berglund, säsongen 2004 Tina Ahlin och Anders Berglund, säsongerna 2006–2010 Stefan Gunnarsson och Putte Nelsson, säsongerna 2011–2013/2014 Marika Willstedt och Angelica Alm, säsongerna 2015–2017 Marika Willstedt och Karin Westerberg och säsongerna 2018–2020 Marika Willstedt och Emanuel Norrby) skulle de inbjudna gästerna tävla i musikaliska improvisationer.
Det enda som fick vara repeterat var vinnarlåten; det vill säga den låt som det vinnande laget fick sjunga som slutvinjett och som belöning för att man vunnit tävlingen. I de senare säsongerna var denna vinnarlåt struken ur programmet och fanns ej med.
Båda lagen hade var sitt piano att spela på.
När det första programmet sändes dominerade TV4 tittandet med Fångarna på fortet som fick cirka 2,5 miljoner tittare mot Så ska det låtas 1,4 miljoner. När den sista säsongen med Peter Harryson sändes den 1 april 2005 var dock förhållandet det motsatta. Så ska det låta inledde med över tre miljoner tittare och fortsatte sedan med 2,5–3 miljoner tittare hela säsongen medan Fortet i TV4 aldrig kom över 0,8 miljoner.
Till den sjuttonde säsongen – som sändes under våren 2012 – flyttades programmet till söndagar. Premiäravsnittet av säsongen sändes den 22 januari 2012 och sågs av cirka 2 miljoner tittare. Så ska det låta var det program med näst flest tittare under den veckan. Flest tittare (cirka 2,5 miljoner) hade På spåret som sändes två dagar tidigare.
Inför den elfte säsongen, 2006, ville Sveriges Television förändra programmet. Programledaren Peter Harryson byttes ut mot Peter Settman och Wells och Berglund byttes ut mot Stefan Gunnarsson och Putte Nelsson. Premiären sågs av strax över två miljoner tittare, vilket var betydligt lägre än under Harrysons sista säsong. Den elfte säsongen mötte dock i premiären hårdare konkurrens från TV4 med finalen av programmet Let's Dance.
Till säsong sexton som sändes under våren 2011 ersattes de båda lagledarna igen, ersättarna blev Angelica Alm och Marika Willstedt. Till den tjugonde säsongen som sänds under våren 2015 valde Angelica Alm att hoppa av och ny pianist tillsammans med Marika Willstedt blev Karin Westerberg.
Under säsong nitton (från 15 december 2013 till 2 mars 2014) tog Kalle Moraeus över som programledare efter Peter Settman som valde att lämna programmet.
Från säsong 23 (start januari 2018) byttes Moraeus ut mot Sarah Dawn Finer som då tog över programmet efter ett beslut av SVT som valde att ersätta honom med Dawn Finer. Även lagledaren/pianisten Karin Westerberg ersattes med den nya lagledaren/pianisten Emanuel Norby samt att hela orkestern/kompbandet byttes ut för första gången sedan starten 1997.
Under 20 års tid (1997–2017) bestod kompbandet alltså av samma medlemmar, men byttes som sagt ut till säsongen 2018.

## Studions utseende
De båda pianon som lagen har att spela på var i de flesta säsonger svarta. Mellan säsong 19-23 var de istället vita precis som golvet. Under säsong elva till arton gick studion i en mörkblå färgton.

## Medverkande gäster samt kompband
Fram till och med 2011 hade totalt 700 olika gäster medverkat i programmet samt 174 avsnitt sänts.
Den yngsta medverkande hitintills – Benjamin Wahlgren Ingrosso – finns i den femtonde säsongen (sänt under våren 2010). Benjamin var bara 12 år när programmet spelades in hösten 2009. Den hitintills äldsta deltagaren var den då 82-åriga Margareta Kjellberg. Kjellberg medverkade i den femte säsongen (sänt under våren 2000). Bland de mer oväntade gästmedverkande kan nämnas Ebba Blitz, Helena af Sandeberg, Kattis Ahlström, Kristin Kaspersen, Peter Magnusson, Ebba Busch Thor samt Petra Mede. Vid ett tillfälle har en fiktiv karaktär medverkat i programmet, detta var i program två i säsong 20 som sändes våren 2015 då Roland Järverup spelad av Robert Gustafsson medverkade.
Under säsong 17, 2012, var sångaren och artisten Andreas Weise programledare för programmets webbsändningar på SVT Play. Weise var även med och tävlade i avsnitt 5 (19 februari 2012).
Nytt för säsong 21 (2016) var att det i vissa program medverkade en specialgäst, alltså en känd person som inte deltar i något av de båda lagen.

### Topplista i antal medverkande avsnitt
Nedan listas de personer som fram till och med säsong tjugofyra (2019) hade medverkat i flest avsnitt och därmed vid den tiden innehade rekordet.
| Antal      | Antal      | Deltagare                                                                                      |
| ---------- | ---------- | ---------------------------------------------------------------------------------------------- |
| 14 avsnitt | 1 person   | Andreas Lundstedt                                                                              |
| 12 avsnitt | 1 person   | Jessica Andersson                                                                              |
| 10 avsnitt | 3 personer | Lotta Engberg, Sarah Dawn Finer, Shirley Clamp                                                 |
| 9 avsnitt  | 6 personer | Tommy Körberg, Lasse Kronér, Pernilla Wahlgren, Magnus Carlsson, Claes Malmberg, Hanna Hedlund |

### Avsnitt med fler än två personer (utöver pianisten) i ett eller i båda lagen.
| Antal deltagare | Säsong    | Sändningsår | Deltagare                                                                                                |
| --------------- | --------- | ----------- | --- |
| 2+3 deltagare   | Säsong 8  | 2003        | Afro-Dite                                                                                                |
| 3+3 deltagare   | Säsong 15 | 2010        | Cookies 'N' Beans samt E.M.D.                                                                            |
| 2+3 deltagare   | Säsong 16 | 2011        | Alcazar                                                                                                  |
| 4+3 deltagare   | Säsong 18 | 2013        | Timoteij samt Calaisa                                                                                    |
| 2+3 deltagare   | Säsong 19 | 2014        | Abalone Dots                                                                                             |
| 2+3 deltagare   | Säsong 19 | 2014        | Alcazar                                                                                                  |
| 2+3 deltagare   | Säsong 19 | 2014        | Hanson, Carson och Malmkvist (Ann-Louise Hanson, Towa Carson och Siw Malmkvist)                          |
| 3+3 deltagare   | Säsong 19 | 2014        | Rickard Herrey, Gigi Hamilton och Tommy Ekman samt After Shave (Knut Agnred, Jan Rippe och Per Fritzell) |
| 2+3 deltagare   | Säsong 20 | 2015        | JEM (Jeremie Yumba, Elli Flemström och Mergime Murati)                                                   |
| 2+3 deltagare   | Säsong 20 | 2015        | JTR (John Andreasson, Tom Lundbäck och Robin Lundbäck)                                                   |
| 2+4 deltagare   | Säsong 21 | 2016        | Peter Johansson, Bruno Mitsogiannis, Robert Rydberg, David Lindgren                                      |
| 3+3 deltagare   | Säsong 21 | 2016        | Alcazar samt Just D                                                                                      |
| 2+3 deltagare   | Säsong 22 | 2017        | Afro-Dite                                                                                                |
| 2+3 deltagare   | Säsong 22 | 2017        | Alcazar                                                                                                  |
| 2+3 deltagare   | Säsong 23 | 2018        | Dolly Style                                                                                              |

### Kompband
Inför säsong 23 (2018) byttes hela det tidigare kompbandet ut. Detta nya kompband, vilket hade Robin Svensson som kapellmästare, var sedan med under säsongerna 24 (2019) samt 25 (2020).
Kompbandet bestod åren 1997-2017 av personerna angivna nedan:
- Johan Landqvist; (1997-2017), Kapellmästare
- Magnus Bengtsson; (1997-2017), Gitarr
- Torbjörn Stener; (1997-2017), Gitarr (vikarierande)
- Anders Kotz; (1997-2017), Bas
- Christer Sjöström; (1997-2017), Trummor
- Mats Mårell; (1997-2017), Saxofon
- Tomas Bergquist; (1997-2017), Synth, percussion
- Maria Olsson; (2012), Percussion

## Säsongsinformation
Värt att notera är att det ej sändes någon säsong under år 2001 samt att två säsonger sändes år 2000, en på våren och en på hösten. Den säsong som alltså skulle ha sänds under våren 2001 sändes istället under föregående höst år 2000.
| Säsong                              | Sändningsdatum                    | Sändningsdag och tid      | Lagledare/pianister                 | Programledare huvudsändningen | Programledare webbsändningen |
| ----------------------------------- | --------------------------------- | ------------------------- | ----------------------------------- | ----------------------------- | ---------------------------- |
| Säsong 1 (våren 1997)               | 17 januari– 4 april 1997          | Fredagar kl 20:00 – 21:00 | Anders Berglund & Robert Wells      | Peter Harryson                | Ingen webbsändning           |
| Säsong 2 (hösten 1997/ våren 1998)  | 21 november 1997– 16 januari 1998 | Fredagar kl 20:00 – 21:00 | Anders Berglund & Robert Wells      | Peter Harryson                | Ingen webbsändning           |
| Säsong 3 (våren 1998)               | 20 mars–22 maj 1998               | Fredagar kl 20:00 – 21:00 | Anders Berglund & Robert Wells      | Peter Harryson                | Ingen webbsändning           |
| Säsong 4 (våren 1999)               | 12 februari– 16 april 1999        | Fredagar kl 20:00 – 21:00 | Anders Berglund & Robert Wells      | Peter Harryson                | Ingen webbsändning           |
| Säsong 5 (hösten 1999/ våren 2000)  | 26 november 1999– 4 februari 2000 | Fredagar kl 20:00 – 21:00 | Anders Berglund & Robert Wells      | Peter Harryson                | Ingen webbsändning           |
| Säsong 6 (hösten 2000)              | 6 oktober– 15 december 2000       | Fredagar kl 20:00 – 21:00 | Anders Berglund & Robert Wells      | Peter Harryson                | Ingen webbsändning           |
| Säsong 7 (våren 2002)               | 11 januari– 19 april 2002         | Fredagar kl 20:00 – 21:00 | Anders Berglund & Robert Wells      | Peter Harryson                | Ingen webbsändning           |
| Säsong 8 (våren 2003)               | 17 januari– 21 mars 2003          | Fredagar kl 20:00 – 21:00 | Anders Berglund & Robert Wells      | Peter Harryson                | Ingen webbsändning           |
| Säsong 9 (våren 2004)               | 16 januari– 19 mars 2004          | Fredagar kl 20:00 – 21:00 | Anders Berglund & Tina Ahlin        | Peter Harryson                | Ingen webbsändning           |
| Säsong 10 (våren 2005)              | 28 januari– 1 april 2005          | Fredagar kl 20:00 – 21:00 | Anders Berglund & Robert Wells      | Peter Harryson                | Ingen webbsändning           |
| Säsong 11 (våren 2006)              | 3 mars–19 maj 2006                | Fredagar kl 20:00 – 21:00 | Stefan Gunnarsson & Putte Nelsson   | Peter Settman                 | Ingen information            |
| Säsong 12 (våren 2007)              | 19 januari– 6 april 2007          | Fredagar kl 20:00 – 21:00 | Stefan Gunnarsson & Putte Nelsson   | Peter Settman                 | Ingen information            |
| Säsong 13 (våren 2008)              | 29 februari– 16 maj 2008          | Fredagar kl 20:00 – 21:00 | Stefan Gunnarsson & Putte Nelsson   | Peter Settman                 | Ingen information            |
| Säsong 14 (våren 2009)              | 27 februari– 15 maj 2009          | Fredagar kl 20:00 – 21:00 | Stefan Gunnarsson & Putte Nelsson   | Peter Settman                 | Ingen information            |
| Säsong 15 (våren 2010)              | 19 mars–4 juni 2010               | Fredagar kl 20:00 – 21:00 | Stefan Gunnarsson & Putte Nelsson   | Peter Settman                 | Ingen information            |
| Säsong 16 (våren 2011)              | 18 mars–3 juni 2011               | Fredagar kl 20:00 – 21:00 | Marika Willstedt & Angelica Alm     | Peter Settman                 | Ingen information            |
| Säsong 17 (våren 2012)              | 22 januari– 8 april 2012          | Söndagar kl 20:00 – 21:00 | Marika Willstedt & Angelica Alm     | Peter Settman                 | Andreas Weise                |
| Säsong 18 (hösten 2012/ våren 2013) | 23 december 2012– 10 mars 2013    | Söndagar kl 20:00 – 21:00 | Marika Willstedt & Angelica Alm     | Peter Settman                 | Ingen information            |
| Säsong 19 (hösten 2013/ våren 2014) | 15 december 2013– 2 mars 2014     | Söndagar kl 20:00 – 21:00 | Marika Willstedt & Angelica Alm     | Kalle Moraeus                 | Ingen information            |
| Säsong 20 (våren 2015)              | 4 januari 2015- 22 mars 2015      | Söndagar kl 20:00 – 21:00 | Marika Willstedt & Karin Westerberg | Kalle Moraeus                 | Ingen information            |
| Säsong 21 (våren 2016)              | 10 januari 2016- 28 februari 2016 | Söndagar kl 20:00 – 21:00 | Marika Willstedt & Karin Westerberg | Kalle Moraeus                 | Ingen information            |
| Säsong 22 (våren 2017)              | 8 januari 2017- 26 februari 2017  | Söndagar kl 20:00 – 21:00 | Marika Willstedt & Karin Westerberg | Kalle Moraeus                 | Ingen information            |
| Säsong 23 (våren 2018)              | 7 januari 2018 - 25 februari 2018 | Söndagar kl 20:00 – 21:00 | Marika Willstedt & Emanuel Norrby   | Sarah Dawn Finer              | Ingen information            |
| Säsong 24 (våren 2019)              | 13 januari 2019 - 3 mars 2019     | Söndagar kl 20:00 – 21:00 | Marika Willstedt & Emanuel Norrby   | Sarah Dawn Finer              | Ingen information            |
| Säsong 25 (våren 2020)              | 12 januari 2020 - 1 mars 2020     | Söndagar kl 20:00 – 21:00 | Marika Willstedt & Emanuel Norrby   | Sarah Dawn Finer              | Ingen information            |

## Programinslag (grenar)
- Strofen (tidigare hitta låten, sexordsfrasen); (1997-2020), består av att de bägge lagen skall komma fram till vilka ord som döljer sig bakom ett antal numrerade skyltar (fyra, fem eller sex skyltar). Lagen säger ett nummer, den valda skylten vänds upp och ett ord ur en låttext visas. Om färgen på den skylt det valt är blå får laget sjunga en sång där det ordet ingår. Om färgen däremot är röd så är ordet ett s.k. bomord. Väljer ett av lagen en skylt med röd färg, då går turen över till det andra laget som då antingen får välja en ny siffra eller sjunga en låt. Det lag som först kommer på vilken låt texten på skyltarna är hämtade ifrån och som även sjunger låten får poäng.
- Följdfrågan; (1997-2020), När ett lag har kommit fram till rätt låt och även sjungit den i strofen brukar en fråga ställas som också ger poäng. De lag som gissade rätt i strofen får möjlighet att svara på denna sk. "Följdfråga", är svaret fel går chansen att svara över till motståndarlaget. Nytt för säsong 20 är att denna fråga ställs i alla grenar efter det att ett av lagen har gissat rätt. Andra nyheter i den 20 säsongen är att det ibland på skärmen bakom programledaren visas ett videoklipp eller en eller flera bilder tillsammans med vissa av frågorna samt att det ibland även ställs frågor om fysiska föremål som visas upp i studion.
- Introt; (2002-2020), är en gren där orkestern spelar ett intro av någon känd låt. Den av de tävlande som först kommer på vilken låt introt avser ska resa sig upp och framföra denna. Är det rätt låt som framförs utdelas poäng till laget. Därefter framför orkestern ytterligare ett intro. Oftast framförs tre intron, i vissa avsnitt har det hänt att fler intron förekommit. I säsong 19 har denna gren förändrats en aning. Numera är det inte enbart intron som spelas utan det kan vara allt ifrån ett riff, en refräng, ett intro o.s.v.
- Duellen; (2013/2014-2020), ny gren från och med säsong nitton. Denna gren som ersatte bokstavsleken går ut på att lagen ska sjunga låtar från ett visst förutbestämt tema. Ex om temat är melodifestivalvinnare: Ett av lagen börjar med att sjunga låten Främling av Carola. Nästa lag fortsätter med att sjunga Charlotte Perellis låt Tusen och en natt vartefter det blir motståndarlagets tur igen med en ny låt på samma tema. Så fort ett av lagen inte längre kan komma på någon låt får motståndarlaget ett poäng. Grenen upprepas två gånger.
- Bokstavsleken; (2012-2013, 2016-2020), gren som introducerades i säsong sjutton och ersatte recitationen. Grenen går ut på att lagen ska lista ut titeln på en låt med hjälp av kort med tryckta bokstäver på. Lagen får varsin hög med kort, på varje kort finns en bokstav ur en låttitel. Någon eller några bokstäver i korthögen hör inte till låttiteln. Programledare ger även en del ledtrådar till lagen. Det lag som först knäcker låten och sjunger den får poäng. Efter utdelade poäng får lagen en ny korthög och grenen börjar om. Ersatt under säsong nitton av duellen. Grenen tillbaka igen under säsong 21.
- Bildspelet; (2016-2020), gren som från och med säsong tjugoett ersätter bildkedjan. På skärmen bakom programledaren visas skyltar numrerade från 1-5. Bakom varje skylt döljer sig olika bilder, alla bilder tillsammans har en gemensam nämnare. Programledaren ger först en ledtråd till vad som söks och vänder därefter upp en bild åt gången. Det lag som först kommer på vad som söks hamrar i pianot och börjar sjunga en låt som har med det som söks att göra vartefter poäng delas ut till laget. Skulle något av lagen gissa fel ges en straffpoäng till motståndarlaget och grenen fortsätter. Grenen upprepas ett par gånger.
- Gästartisten; (2016-2020), nytt för säsong tjugoett är att en gästartist deltar i varje program. Under detta moment har de båda lagen i vissa avsnitt tilldelats fem kort med förtryckta låttitlar respektive fem kort med bilder av händelser från de åren som dessa låtar var populära. Vitsen med denna gren är att lagen ska komma på vilket år bilderna samt låttitlarna är ifrån och para ihop rätt låttitel med rätt bild. Under tiden som detta utförs sjunger/uppträder gästartisten med en låt. Ett poäng för varje rätt ihopparade låttitel/bild delas ut. I andra avsnitt har lagen istället fått kort med olika textrader från ett par av gästartistens låtar. Ett ord på varje kort/ur varje textrad saknas och lagen skall skriva in det rätta ordet på kortet medan gästartisten framför en låt. Poäng delas givetvis ut för rätt inskrivet ord.
- Livefrågan; (2018-2020), Går ut på att programledaren, Sarah Dawn Finer, tillsammans med orkestern framför valda delar av ett par artisters låtar. Under tiden skall de båda lagen skriva ner svaret på tre frågor. Efteråt delas en poäng ut för varje rätt svar.
- Recitationen; (1997-2005, 2010-2011, 2016-2020), går ut på att en låttext översatts från svenska till engelska eller vice versa. Motståndarlaget läser upp (reciterar) texten och det andra laget skall komma på vilken låt som avses. Under 2005 var det programledaren själv som reciterade. I och med att programmet förnyades med ny programledare och nya lagledare år 2006, utgick denna "gren" av tävlingen och ersättes med titelmatchen. År 2010 kom grenen tillbaks i sitt ursprungliga format. Till 2012 var den återigen borta ur programmet. Denna gång ersatt av bokstavsleken. Grenen återkom dock igen till 2016.[13]
- Titelmatchen; (2006-2020), är konstruerad så att titlarna på olika låtar har ändrats om och läses upp av programledare, det gäller för lagen att komma på vilken låt som menas och sedan sjunga den. Denna gren introducerades till säsongen 2006 i och med att programmet förnyades och bytte programledare.
- Triofrågan; (1997-?), orkestern spelade en huvudlåt i vilket det fanns tre låtsnuttar instoppade. De båda lagens uppgift var att lyssna efter dessa tre gömda låtsnuttar och skriva ned dem (i ordningen de spelades) på en tavla. Det lag som skrev ner rätt låtar fick sedan poäng.[18]
- Bildfrågan (i tidiga säsonger kallat kombinationen); (1997-2009), var ett moment i tävlingen där lagen skulle kombinera en uppsättning bilder och sjunga en sång där minst två av bilderna ingick. Denna gren ersattes under 2010 av bildkedjan.[13]
- Bildkedjan; (2010-2015), introducerades i den femtonde säsongen som sändes under våren 2010 och ersatte bildfrågan. Ett antal bilder som alla från början är dolda bildar tillsammans titel på en låt, programledaren vänder upp en bild i taget tills alla bilder är synliga. Efter att en bild har vänts upp, då får då lagen en stunds betänketid för att antingen komma på och sjunga den låt som gömmer sig bakom alla bilder, eller sjunga en låt om just den bilden som precis vändes upp. Laget som först kommer på och sjunger den låten som gömmer sig bakom alla bilder får tre poäng.[13]